# Vic Groves
Victor George Groves, più conosciuto con il diminutivo Vic Groves (Stepney, 5 novembre 1932 – 24 gennaio 2015) è stato un calciatore inglese, di ruolo attaccante.

## Biografia
Suo nipote Perry è stato a sua volta un calciatore professionista; anche lui ha giocato per alcune stagioni nell'Arsenal, club in cui Vic ha trascorso la maggior parte della carriera.

## Caratteristiche tecniche
Era un'ala.

## Carriera
Dopo aver vinto la Isthmian League (all'epoca una delle principali leghe calcistiche inglesi al di fuori della Football League) con il Leytonstone nella stagione 1951-1952 si accasa al Tottenham, club della prima divisione inglese; fa il suo esordio con gli Spurs nel settembre del 1952 realizzando una doppietta in una partita vinta in casa per 3-1 contro il Liverpool, restando però poi una riserva per il resto della stagione: gioca infatti solamente ulteriori 3 partite (nelle quali peraltro segna una rete) per poi a fine anno lasciare il club ed andare a giocare nei semiprofessionisti del Walthamstow Avenue.
Nell'estate del 1954 firma un contratto professionistico con il Leyton Orient, in terza divisione: dopo aver segnato 24 reti in 42 partite di campionato, nel novembre del 1955 passa per 23000 sterline all'Arsenal, nuovamente in prima divisione. Negli anni seguenti diventa uno dei giocatori più rappresentativi del club, di cui per alcune stagioni è anche capitano (dall'addio di Dave Bowen nel 1959 fino al 1964), rimanendo in squadra fino al termine della stagione 1963-1964 per un totale di 185 presenze e 31 reti nella prima divisione inglese (e, più in generale, 37 reti in 201 partite ufficiali fra tutte le competizioni). Durante la sua permanenza al club gioca anche alcune partite con il London XI nella Coppa delle Fiere 1955-1958: in particolare, gioca entrambe le sfide della finale del torneo, persa con un punteggio complessivo di 8-2 contro il Barcellona XI (in precedenza, mentre era tesserato del Leyton Orient, aveva giocato anche in London XI-Francoforte XI del 26 ottobre 1955, sfida vinta per 3-2 dai londinesi). Si ritira infine nel 1965, dopo aver trascorso una stagione nei semiprofessionisti del Canterbury City, in Southern Football League.

## Palmarès

### Club

#### Competizioni nazionali
- Isthmian League: 1

Leytonstone: 1951-1952